# Bodrog
Bodrog é um município da Hungria, situado no condado de Somogy. Tem 14,78 km² de área e sua população em 2019 foi estimada em 439 habitantes.